# Оршанская провинция
Оршанская провинция — одна из провинций Российской империи. Центр — город Орша.
Оршанская провинция была образована в составе Могилёвской губернии была образована в 1772 году на землях, отошедших к России в результате первого раздела Речи Посполитой. В состав провинции были образованы Бабиновичский, Копысский, Оршанский и Сенненский уезды.
В ноябре 1775 года деление губерний на провинции было отменено.